# 釜トンネル
1. 釜トンネル中ノ湯側坑口の銘板
2. 釜上洞門上高地側
3. 初代・2代目トンネル内部

釜トンネル（かまトンネル）は、長野県松本市安曇中の湯の長野県道24号上高地公園線上にあるトンネル。著名な観光地である上高地へ通ずる唯一の車道である。
名称の由来は、県道と併走して流れる梓川がこの付近で狭小となり、激流の水しぶきが沸騰する湯けむりのように見えるため釜ヶ淵（かまがふち）と呼ばれていることに因む。

## 概要

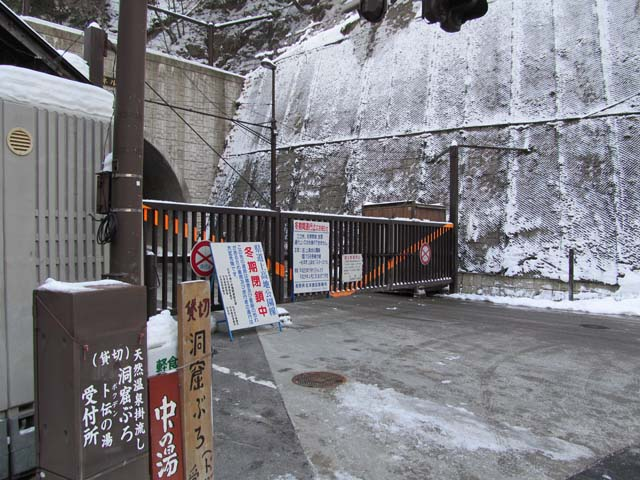
上高地の入り口、釜トンネルの中の湯側出口（冬季閉鎖中）

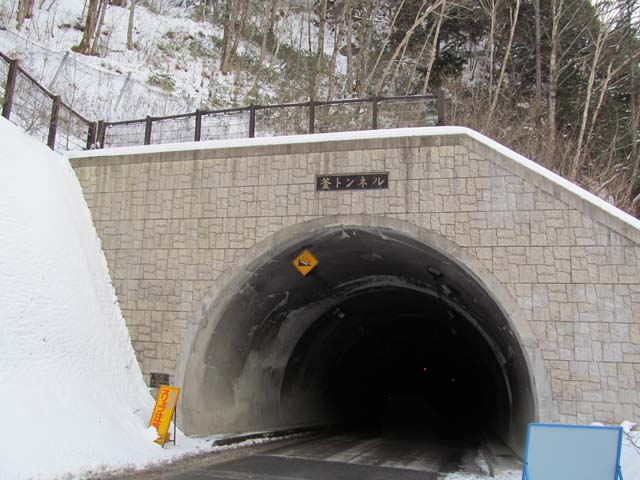
同上高地側出口

総延長は1,310 m、幅員は7.0 m（路肩含む）、計画交通量は2,100台/日（うち大型車は800台/日）、設計速度は30 km/hである。最大勾配は10.9パーセントで、トンネル両端での標高差は約100 mにも及ぶ。トンネル南側の国道158号との分岐点には、県道を冬季通行止めとするためのバリケードがある。現在のトンネルは、旧道の代替ルートとして2002年（平成14年）から2005年（平成17年）にかけて建設された。「国土地理院ウォッちず」「電子国土ポータル」のサイトで公表されている地形図では工事時期の違いによる釜トンネルと釜上トンネルの記載がある。

## 歴史

### 釜トンネル (1927年 - 1937年)
1927年（昭和2年）から1937年（昭和12年）まで供用された。本記事では便宜的に「初代」と呼称する。
- 1915年（大正4年） - 焼岳が噴火し、それにより大正池ができる。その後、大正池を利用した水力発電所の計画が持ち上がる。
- 1926年（大正15年） - 長野市の梓川電力（接収後日本発送電→東京電力へ分割）が大正池を取水源とする霞沢発電所の建設に着手した。当初は導水路建設のための工事資材運搬用の軌道として梓川沿いの急峻な岩崖に道が通され、その最も急峻な釜ヶ淵を避けて隧道がすべて手掘りで建設された[3]。これが最も古い釜トンネルで、「古釜」の俗称がある。[要出典]
- 1927年（昭和2年）に工事が完了[4]し、軌道を整理して自動車道として開通。開通した当初の釜トンネルは長さ320 m、幅と高さは2 mそこそこだったといわれる[5]（発電所は1928年〈昭和3年〉11月運用開始）。
- 1933年（昭和8年） - 私道から県道へ移行[6]、「松本槍ヶ岳線」の一部に指定された。また、乗合バスが大正池まで運行を開始した（小型バスが通行できるように拡幅された）[7]。
- 1934年（昭和9年）- 中ノ湯側の坑口付近で大規模な土砂崩れが発生した[8]。
- 1935年（昭和10年） - 乗合バスが河童橋まで運行[9]。

### 釜トンネル (1937年 - 2005年)
1937年（昭和12年）から2002年（平成14年）まで全域が供用され、2005年（平成17年）にすべて使われなくなった。本記事では便宜的に「2代目」と呼称する。
- 1937年（昭和12年） - 土砂崩れ対策のため、中ノ湯側に新たな坑口を開いて約270 mを掘削し、途中で初代・釜トンネルと接続させた。この結果、トンネル全長は約520 mとなり、初代・釜トンネルの50 mほどが廃道となり、釜トンネル内に急カーブが生じた[10]。
  - 日中戦争開戦にともなうガソリン統制などで、バスの運行中止[11]。太平洋戦争（大東亜戦争）の戦時下において、トンネルを松根油工場とする計画があった[12]。このころは、冬のトンネル内は暖かく、天候などの状況によってはビバークする人もいた[13]。
- 1950年（昭和25年） - 改修して幅員・トンネル高とも3.2 mになった[14]。
- 1964年（昭和39年）3月 - 3人の犠牲者を出す雪崩が釜ヶ渕堰堤付近で発生。これを契機にトンネルの上高地側坑口にスノーシェッドが設けられた。その後スノーシェッドとロックシェッドは年々延長され、上高地側の延長は455.3 m、中ノ湯側の延長は226 mとなった[15]。ロックシェッドは、上高地側は「釜上洞門」、中ノ湯側は「釜下洞門」と呼ばれる。
- その後、上高地への観光客や登山客はさらに増加し、大量の通行の要請に対応するため、舗装や照明設置、トンネル内改修、ロックシェッドの延長などの改良工事が近年まで頻繁に行われた。しかし、梓川の氾濫による崩落や、自然崩落も相次いでいた。
- 改修を重ねてもトンネル内の幅員は4.3 mと狭小で、さらにトンネルの傾斜は最大16.5 %と現在よりも急勾配であり、トンネル内にクランク状の急カーブが存在するなどしていたため、トンネルの前後に信号機を設置して時間を区切った交互通行とせざるを得ず、長時間の信号待ちが生じて激しく渋滞した。
- 1975年（昭和50年） - 7月と8月にマイカー規制を開始した[16]。それでもなお15分ほどの信号待ちが起こることもあった。
- 1996年（平成8年） - マイカー規制が通年に拡張された[16]。
  - 釜トンネルを通過するために特別に車高を低く、ホイールベースを短く抑えて発注した『上高地仕様』の大型観光バスが存在した。
- 1999年（平成11年）9月 - 上高地側坑口付近で大規模な土砂崩れが発生し、シェッドが押しつぶされる被害が出た。きわどいところで人的被害は免れたが上高地は孤立し、観光客など約1,300人が一時取り残される事態となった。まもなく徒歩ルートが確保され、観光客らは歩いて下山したが、自動車による往来は2週間に亘り不可能となった。

### 釜上トンネル (2002年 - )・釜トンネル (2005年 - )
2002年に上高地側の釜上トンネルの供用を開始し、2005年に中ノ湯側から釜上トンネルに接続させる形で新しい釜トンネルを供用開始した。
- 2001年（平成13年）2月 - 今後の崩壊の懸念のために、2代目・釜トンネルの東側に釜上トンネル（仮称）の建設を開始した。
  - 崩落部分を迂回するため、2代目・釜トンネルの上高地側坑口から約500 m登った地点に新坑口を開き、全長605 mのトンネルを掘削。2代目・釜トンネルの上高地側坑口より150メートルあたり[17]で接続するルートをとった。
- 2002年8月 - 釜上トンネルの供用を開始。総工費は22億円だった。
- 2003年（平成15年）8月 - 釜上トンネルと2代目・釜トンネルの接続部分付近から中ノ湯側へ釜上トンネルを延伸する形でトンネルの掘削を開始した。トンネル内の高低差を緩和するため大きく湾曲するルートをとった。
- 2005年7月2日 - 全線開通。新たな釜トンネルは2車線が確保され、歩道も設置された。釜上トンネルと2代目・釜トンネルを接続した65mほどの坑道はわずか3年で使われなくなった。
- 2011年（平成23年）6月23日 - 非常に局地的な集中豪雨により、トンネルをはさんだ前後の産屋沢とワラビ沢で土石流が発生、上高地側から釜トンネルに流れ込んだ土石流は直径80 cmにも及ぶ岩石をトンネル内に運び込み、急勾配を下って中ノ湯側まで流れ出した。上高地側（県道）と中ノ湯側（国道）がともに通行できなくなったため上高地は孤立し、600人以上が取り残された。観光客らは翌日徒歩で下山した。なお、たまたま現場付近に居合わせた国と県の職員が目視で土石流発生直前の状況に気づいた幸運も手伝って、今回もまた人的被害は免れた[18]。
- 2011年6月29日 - 通行止めが解除された。

## 交通規制
- マイカー規制により、年間を通じて指定車・許可車以外の一般車両の通行が禁止されている。詳しくは上高地#交通・アクセスの項を参照。